# Kürdämirs flygbas
Kürdämirs flygbas är en militär flygplats i Azerbajdzjan.   Den ligger utanför staden Kürdämir i distriktet Kürdämir rayonu, i den centrala delen av landet, 150 km väster om huvudstaden Baku.